# Мир (Альменєвський округ)
Мир (рос. Мир) — село у складі Альменєвського округу Курганської області, Росія.
Населення — 887 осіб (2010, 1110 у 2002).
Національний склад станом на 2002 рік:
- росіяни — 61 %